# Kommissarie Banks
Kommissarie Banks, engelsk originaltitel DCI Banks, är en brittisk TV-serie från 2010–2016 som är baserad på Peter Robinsons romaner om kommissarie Alan Banks, spelad av Stephen Tompkinson. Serien producerades av  Left Bank Pictures för ITV.
Pilotavsnittet gjordes 2010 som långfilm under titeln Aftermath (efter Peter Robinsons roman).

## Synopsis
Kommissarie Alan Banks och hans assistenter tar sig an ett antal olika mystiska mordfall.

## Rollförteckning
- Stephen Tompkinson – Alan Banks
- Jack Deam – Ken Blackstone
- Andrea Lowe – Annie Cabbot
- Caroline Catz – Helen Morton
- Lorraine Burroughs – Winsome Jackman